# Lucie Částková
Lucie Částková (* 7. července 1999) je česká podnikatelka, která vyhrála celou řadu podnikatelských soutěží. Na střední škole vymyslela společenskou hru Olá, která bourá mezilidské bariéry a umožňuje vidomým stát se na chvíli nevidomými.
Lucie přišla na nápad na střední škole, kdy chtěla pomoci své nevidomé spolužačce. Vymyslela hru Olá, která pomáhá nevidomým s integrací do společnosti. Na českém trhu podle ní, je nedostatek her pro nevidomé a neexistuje hra, která by spojovala vidomé a nevidomé dohromady.

## Život
Lucie Částková vystudovala Obchodní akademii v Chocni. Během střední školy se zapojila do studentských firem, kde vymyslela hru Olá. Vyhrála ocenění Nejlepší studentská firma 2017 a postoupila na celosvětové finále do Bruselu. Českou republiku reprezentovala hned dvakrát díky postupu v soutěži Social Innovation Relay. Během střední školy se jí podařilo i uspět v soutěži Soutěž a Podnikej, kde vyhrála 2. ročník soutěže a vyrazila na obchodní cestu do Chicaga.
Ve studiích pokračuje na vysoké škole v Pardubicích. Během studií vyhrála další ocenění jako Nejlepší podnikatelka roku 2019 od společnosti Total či byla vybrána jako 20pod20 od Euro.
Pardubický kraj ji v roce 2018 ocenil jako Mladý talent Pardubického kraje.[zdroj?]
S hrou Olá vycestovala na obchodní cesty do Chicaga, Tbilisi, Paříže či Osla, kde získala celou řadu nabídek.
Stala se mentorkou, kde pomáhá nápadům v začátcích. Přednáší na středních školách a snaží se motivovat studenty k podnikání již v mladém věku. Je velkou ikonou pro ženy v podnikání a snaží se je motivovat.[zdroj?]

## Ocenění
- Junior Achievement Nejlepší studentská firma roku 2017
- Nejpřínosnější nápad roku 2017
- Social Innovation Realy 2017
- Vítězka Soutěž a Podnikej 2018
- Vítězka Social Impact Award 2018
- Mladý talent Pardubického kraje 2018
- 20 pod 20 magazín Euro 2019
- Nejlepší podnikatelka roku 2019
- Cena Pardubického inkubátoru 2020
- Mladý Leader 2020 - 3. místo